# Veľká lúka
Veľká lúka (1475,5 m n. m.) je nejvyšší vrchol lúčanské části Malé Fatry. Na východě sousedí s horou Krížava (1 456,7 m n. m.) a na západě s horou Veterné (1 442 m n. m.). Na vrcholu stojí bývalý radiový vysílač.
Veľká lúka je plochý travnatý vrchol v centrální části hlavního hřebene Lúčanské Malé Fatry, zvaný také Martinské hole. Otvírá se z něj kruhový rozhled na Malou a Velkou Fatru a na Žilinskou a Turčianskou kotlinu. V okolí vrcholu jsou velké oblasti porostlé kosodřevinou a borůvčím. Na hřebeni se poblíž vrcholu rozkládají rašeliniště, která jsou v deštivých obdobích těžko průchozí.

## Poloha
Vrch leží v centrální části Lúčanské Fatry, zvané Martinské hole . Z geomorfologického hlediska patří do podcelku Lúčanská Fatra a její části Lúčanské Vetrné hole. Patří do katastrálního území města Martin a obce Stránske. Na severovýchodě sousedí s vrchem Krížava (1 456,7 m n. m.), na jihu navazuje Vidlice (1 466 m n. m.) a Veterné (1442 m n. m.).

## Popis
Veľká lúka je oblý luční vrchol v centrální části hlavního hřebene Lúčanské Malé Fatry. V okolí vrcholu jsou zachovány větší plochy kosodřeviny jakož i porosty borůvky obecné (Vaccinium myrtillus). Kromě toho se na hřebeni nacházejí zamokřené rašeliniště, které jsou v době dešťů těžko přechodné. Je to dobrý vyhlídkový bod s kruhovým výhledem na Malou a Velkou Fatru, na Žilinskou a Turčianskou kotlinu, ale i vzdálenější pohoří. Při vhodných podmínkách je viditelná Babia hora i Pilsko v Oravských Beskydech, Velký Choč a vrchy Západních Tater, Strážov, Lysá hora, Kněhyně a Smrk v Moravskoslezských Beskydech i Velká Rača a mnohé další vrcholy Kysuckých Beskyd. 

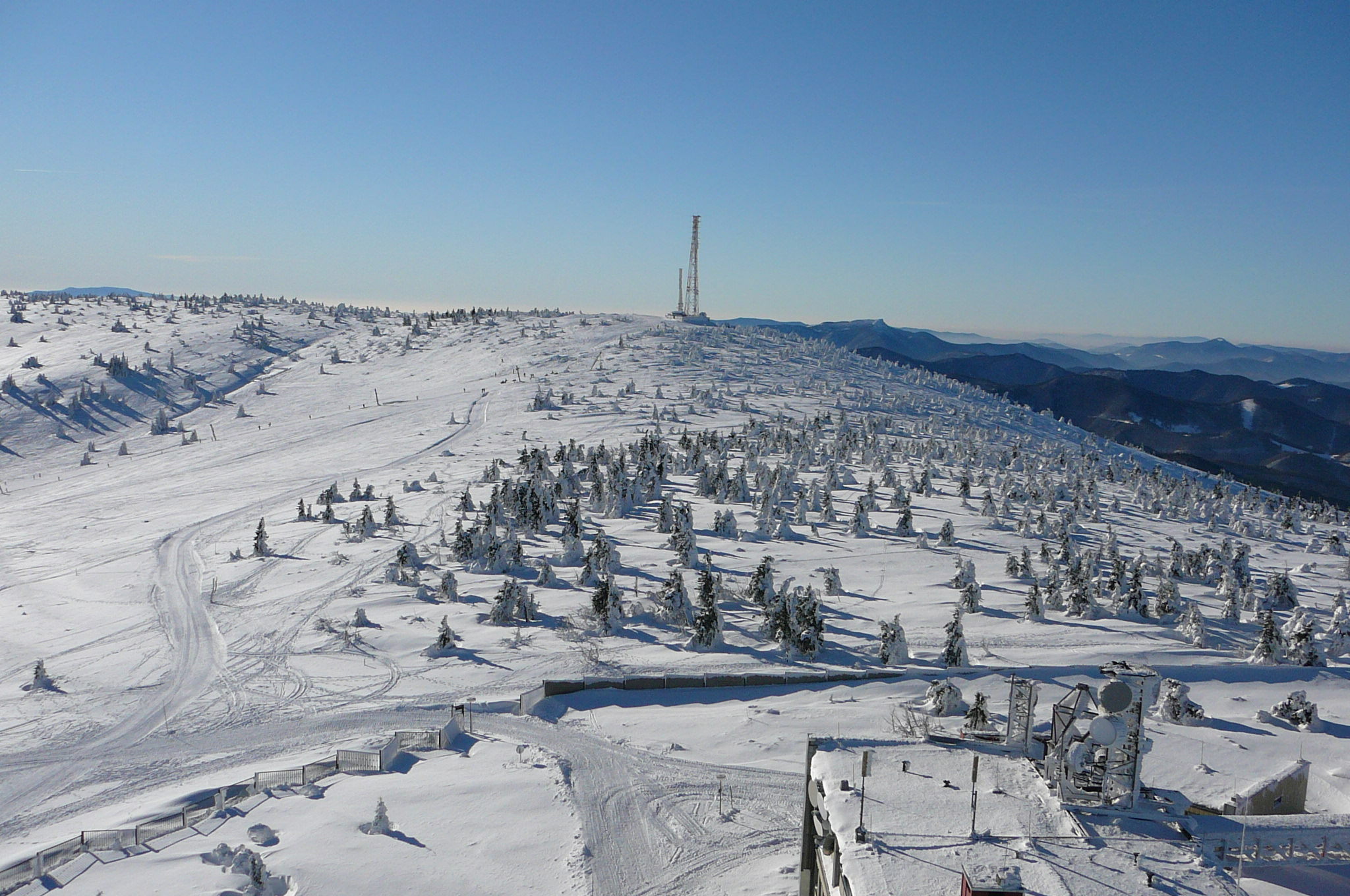
Vrchol Veľké lúky v zimě

## Přístup
- po  značce z Krížavy nebo z Větrného
- po  značce z obce Kunerad [3]